# Rotulus

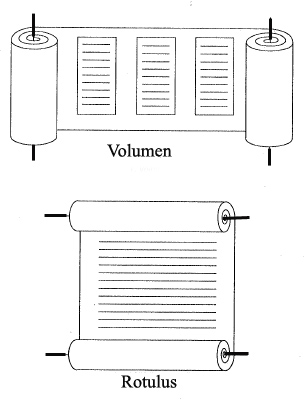
Illustration extraite de.

Le rotulus est un rouleau de parchemin qui se déroule de haut en bas. Ce support a surtout été employé au Moyen Âge. Il était réservé à des documents utilisés dans des lectures publiques : texte liturgique ou théâtral, proclamation officielle. Il pouvait aussi servir à des listes administratives, des suppliques destinées au Pape ou des listes de personnalités défuntes (voir rouleau des morts). Il est destiné à une lecture socialisée. 
Il ne faut pas confondre le rotulus avec le volumen, qui se déroule horizontalement de gauche à droite. Entre le Ier siècle et le IVe siècle, le volumen est remplacé par le codex.
Le pluriel latin est normalement utilisé : des rotuli.
Comme exemple de rotulus, nous retrouvons à l'Abbaye de Saint-Amand-de-Coly (Périgord noir) un rotulus de l'Abbé Oliba de Besalù (Catalogne), évêque de Vic en 1045 et fondateur de plusieurs abbayes notamment la fameuse abbaye de Montserrat. C'est un support utilisé régulièrement par l'Eglise soit pour reproduire des textes bibliques ou religieux, soit établir des documents administratif concernant la gestion temporelle des abbayes.

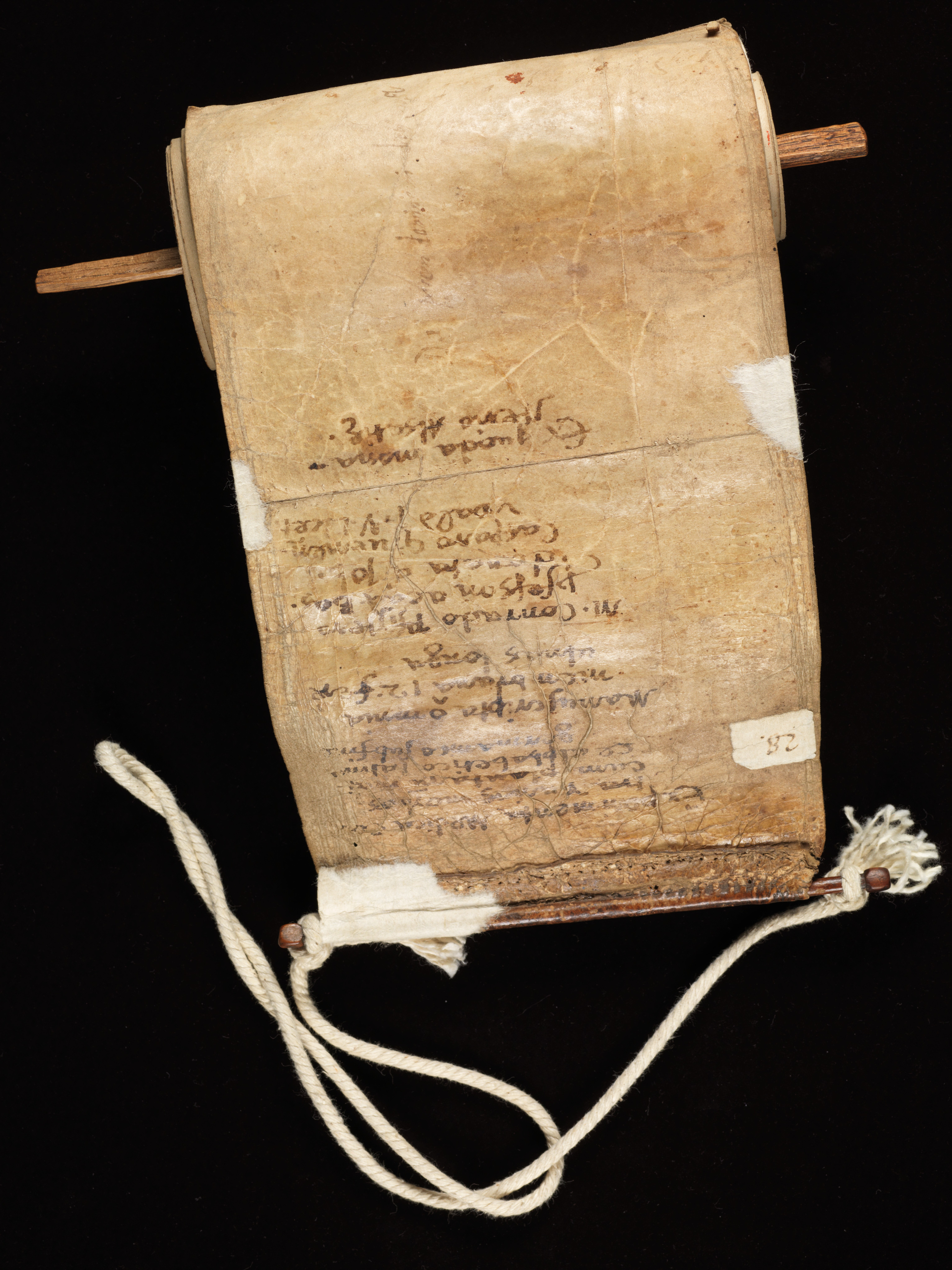
Rotulus von Mülinen, monastère de Murbach, XIIe siècle
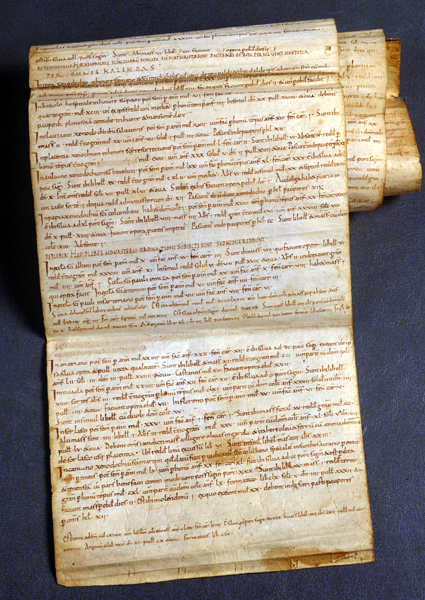
Rotulus de la Chronique de la Novalaise, XIe siècle